# Stamppot

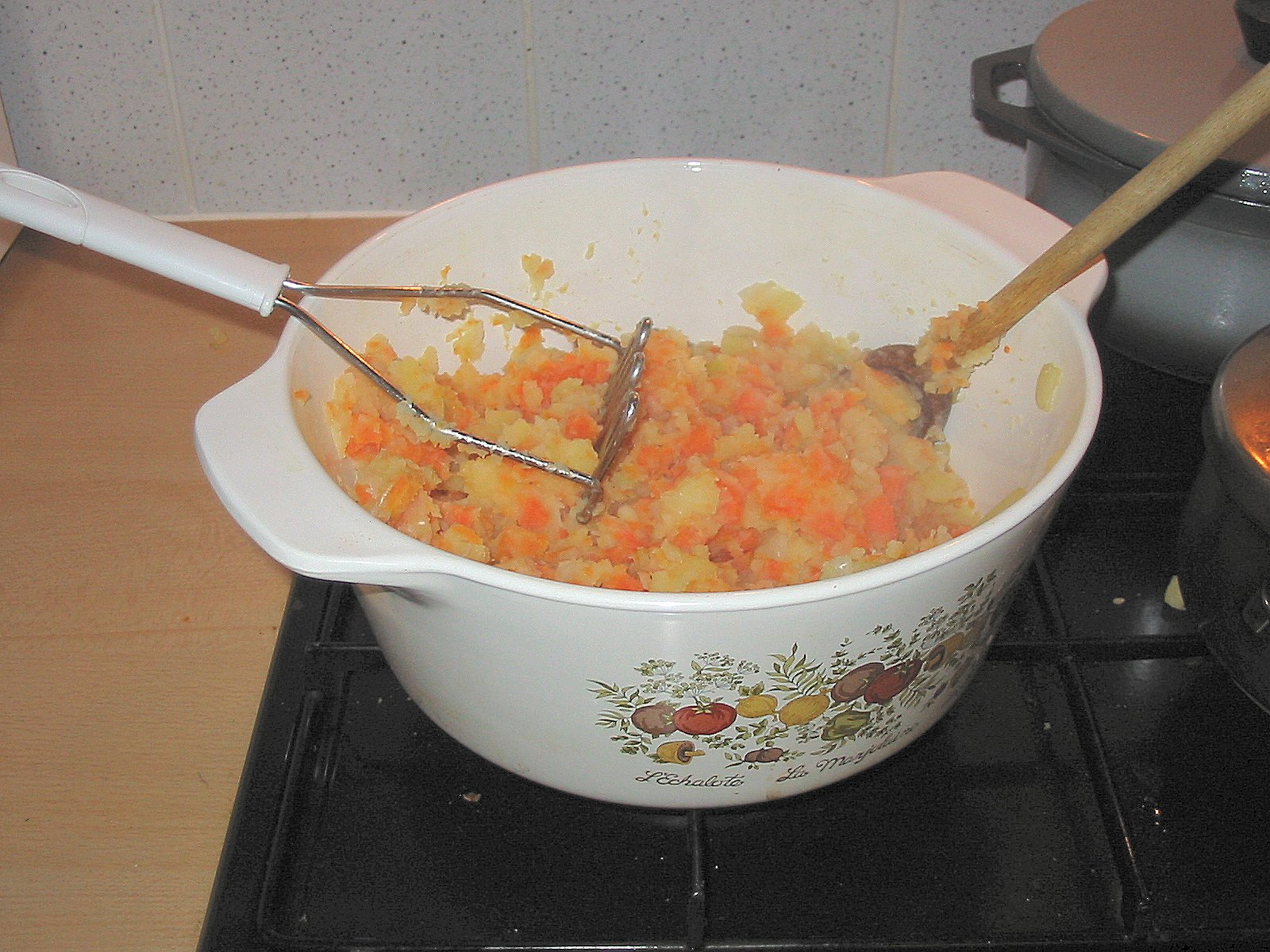
Hutspot (Stamppot mit Winterkarotten)

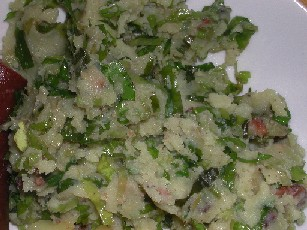
Andijviestamppot (Stamppot mit Endivien)

Stamppot (niederländisch für Stampftopf) ist ein traditionelles Eintopfgericht aus gestampften Kartoffeln und Gemüse. In den Niederlanden und Flandern ist auch die Bezeichnung Stoemp gebräuchlich. Im Rheinland und in Westfalen sind diese Art von Gerichten als Jemangs (Gemenge), Durcheinander (Durenanger) oder Untereinander bekannt und gehören ebenfalls zur jeweils regionaltypischen Küche. In Wallonien ist die Variante mit Endivien als „Rate de Scarole“, der Hutspot als „Rate (Rata) de Carottes“ bekannt.

## Zutaten und Zubereitung
Für die verschiedenen Varianten werden die Zutaten, vor allem Kartoffeln und Gemüse, geputzt, grob geschnitten und zusammen in einem großen Topf mit nicht zu viel Wasser gekocht; dabei werden zuerst die Bestandteile, die lange kochen müssen, in den Topf gegeben und danach mit dem Rest ergänzt. Sodann kann ein Teil des (sehr schmackhaften) Kochwassers abgegossen (und aufbewahrt) und alles mit einem Stampfer, ähnlich wie bei der Herstellung von Kartoffelpüree, zerstampft werden, jedoch weniger fein, so dass noch einzelne grobe Stückchen verbleiben. Zum Ende wird dieses Stampfmus mit Salz, Pfeffer und frischen Kräutern abgeschmeckt und gerne auch mit Butter oder Margarine, (Butter-)Milch, dem aufbewahrten Kochwasser oder auch etwas Bratensoße eingerührt und gegebenenfalls mit Fleisch, Würsten oder Speckwürfeln serviert.
Eine verwandte Möglichkeit ist der Hutspot. Der wird mit Kartoffeln, Möhren und Zwiebeln (im Rheinland auch Muhrejubbel) zubereitet. Daneben gibt es in den Niederlanden und auch im Rheinland Varianten, in denen statt Karotten Grünkohl (boerenkool), Rotkohl, Spinat, Weißkohl, Sauerkraut, saure Bohnen, Endivien oder Äpfel genommen werden. Meist wird ein Stamppot mit Rookworst, einer geräucherten Schinkenwurst (Bockwurst) oder mit Zwiebeln und gebratenen Speckwürfeln serviert. Im Rheinland sind geräucherte Mettwürste, Speck und Blutwurst als Zugabe üblich. In Flandern wird Hutspot öfter zu Braten und Bratensoße gereicht.

## Eintöpfe
Eintopfgerichte wie diese sind eher Wintergerichte und werden vor allem bei kaltem Wetter gegessen. Ihre große Popularität rührt daher, dass Flandern, die Niederlande, das Rheinland und Westfalen traditionell ein Land der Gemüsebauern sind. Zwiebeln, Schalotten, Lauch, Pastinaken, Kartoffeln, Möhren, Kohl, Rüben, Endivie und Hülsenfrüchte waren auch in der Vergangenheit schon das ganze Jahr über erhältlich und wurden für den Winter eingekellert, gesalzen, eingelegt oder getrocknet.

## Varianten
Im Folgenden werden einige Varianten dargestellt:

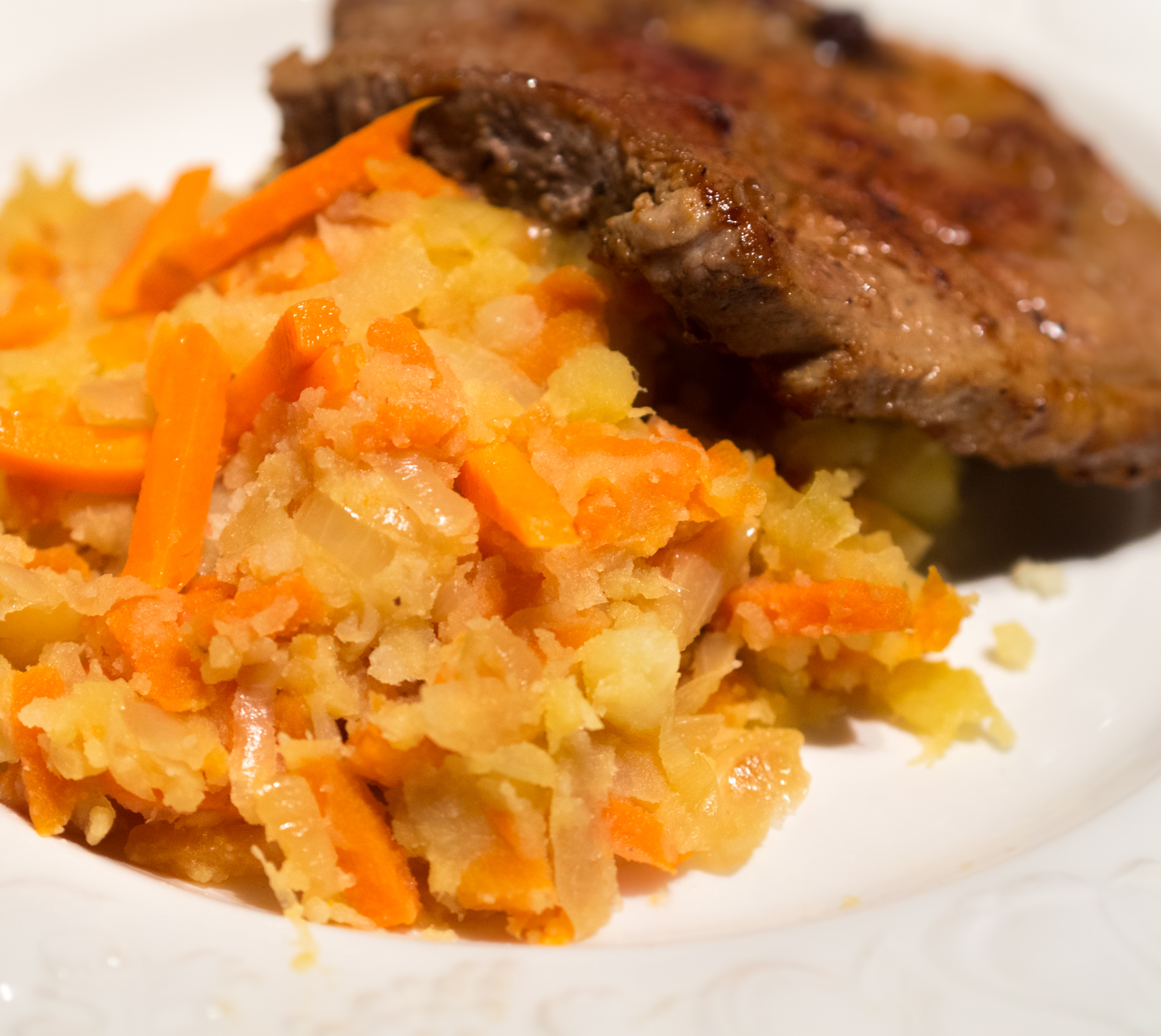
Hutspot mit Ribkarbonade (einem gebratenen Schweinekotelett)

- Hutspot (im Rheinland als Muhrejubbel beklannt): Stampfgericht aus Winterkarotten, Zwiebeln und Kartoffeln/mit Rindfleisch/hoher Rippe und/oder Rookworst.[1]

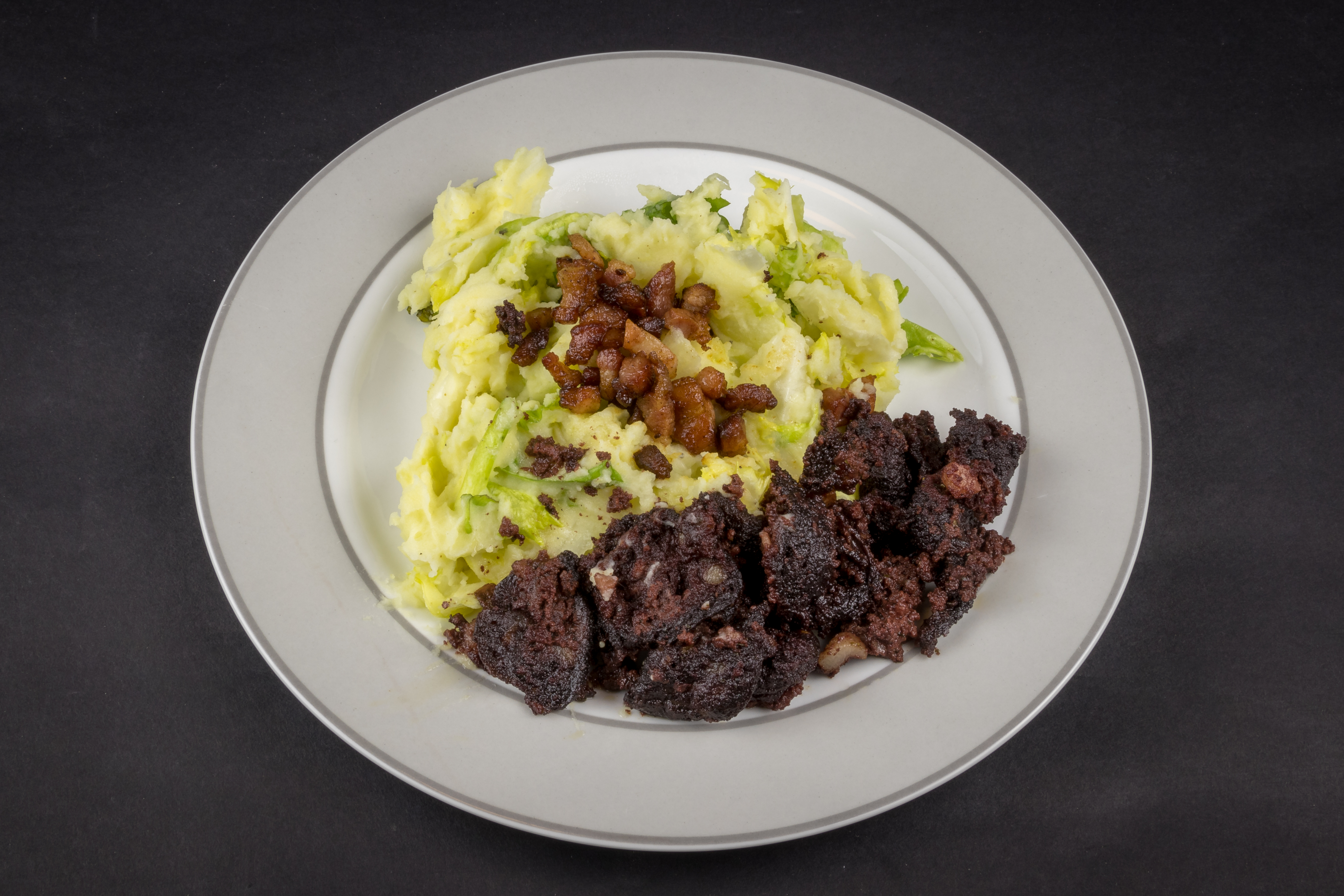
Rheinisches Endivienjemangs met Blootwoosch

- Blauwe Bliksem: Stampfgericht aus Birnen und Kartoffeln/mit Gehacktem, fettem Räucherspeck oder Bratwurst[2]
- Stamppot Boerenkool: Stampfgericht aus Grünkohl und Kartoffeln/mit Speck und Rauchwurst[3]
- Stamppot Zuurkool: Stampfgericht aus Sauerkraut und Kartoffeln/mit Speck und Wurst[4]
- Stamppot Andijvie, Spinazie of Raapstelen: Stampfgericht aus Endivien, Spinat oder Stielmus mit Kartoffeln/mit frischer Bratwurst, Schweinefleisch, und/oder durchwachsenem Speck[5]
- Stamppot Snijbonen: Stampfgericht aus Bohnen und Kartoffeln/mit Rauchwurst oder Speck[6]
- Stamppot van rode kool: Stampfgericht aus Rotkohl mit Kartoffeln, Äpfeln und Schweinerippchen.[7]
- Stamppot Savooie- of Witte kool: Stampfgericht aus Wirsing oder Weißkohl mit Kartoffeln/und frischer Wurst[8]
- Uienstamppot met witte bonen: Stampfgericht aus Zwiebeln, weißen Bohnen und Kartoffeln[9]
- Ketteschöp Durenanger Stampfgericht aus Löwenzahn-Salat und Kartoffeln gereicht mit Spiegelei und gebratenem Speck.

Hete bliksem (Heißer Blitz) ist eine weitere Variante, die aus Kartoffeln und Äpfeln hergestellt und mit gebratener Blutwurst serviert wird. In den östlichen Niederlanden wird es – genau wie im Rheinland – Himmel und Erde (Hemel en aarde) genannt.